# Білий Бір (Бокситогорський район)
Білий Бір (рос. Белый Бор) — присілок Бокситогорського району Ленінградської області Росії. Входить до складу Великодвірського сільського поселення.
Населення — 0 осіб (2012 рік).

## Населення
| 2007 | 2010 | 2017 |
| ---- | ---- | ---- |
| 5    | ↘1   | ↗9   |